# Thur-Route
De Thur-Route is een langeafstandsfietsroute in Zwitserland. De route volgt de loop van de rivier de Thur van de bron naar de monding in de Rijn. Het traject is bewegwijzerd in twee richtingen en maakt deel uit van het Fietsnetwerk Veloland Schweiz. Het is een regionale route bewegwijzerd met het cijfer 95. 

## Traject
De route start in Buchs aan de Rijn. Hier kan worden aangesloten op de EuroVelo EV15 Rijnroute en op de landelijke route 2: Rhein-Route. De route klimt het Rijndal uit naar een hoogte van ruim 1000 m in Wildhaus. Iets noordelijker op de Säntis ontspringt de Thur en de route komt iets voorbij Wildhaus bij de loop van de rivier. 
In Wattwil kruist de route de landelijke route 4: Alpenpanorama-Route. Tussen Wil en Bischofszell loopt de route parallel met de landelijke route 5: Mittelland-Route. 
Via de stad Frauenfeld gaat het naar Andelfingen en de monding van de Thur in de Rijn bij Ellikon am Rhein. Hier kan worden aangesloten op de EuroVelo EV6 Atlantische kust naar de Zwarte Zee en de EuroVelo EV15 Rijnroute. Ook kan worden aangesloten op de landelijke route 2: Rhein-Route.

## Aansluitingen met Europese fietsroutes
- In Buchs kan worden aangesloten op de EuroVelo EV15 Rijnroute.
- In Ellikon am Rhein kan worden aangesloten op de EuroVelo EV6 Atlantische kust naar de Zwarte Zee.
- In Ellkon am Rhein kan worden aangesloten op de EuroVelo EV15 Rijnroute.

## Aansluitingen met andere fietsroutes
- In Buchs kan worden aangesloten op de landelijke route 2: Rhein-Route.
- In Wattwil kruist de route de landelijke route 4: Alpenpanorama-Route.
- Tussen Wil en Bischofszell loopt de route parallel met de landelijke route 5: Mittelland-Route.
- In Ellikon am Rhein kan worden aangesloten op de landelijke route 2: Rhein-Route.
- Onderweg kan op diverse plaatsen worden aangesloten op regionale en lokale routes van Fietsnetwerk Veloland Schweiz.